# Grant Goodeve
Grant Mackenzie Goodeve (ur. 6 lipca 1952 w Middlebury) – amerykański aktor telewizyjny, głosowy i filmowy.

## Życiorys
Urodził się w Middlebury, w stanie Connecticut. W 1975 przeprowadził się do Los Angeles w Kalifornii. Trafił na mały ekran jako Larry w piątym sezonie serialu medycznego NBC Nagły wypadek! (Emergency!, 1976). Po castingu w lutym 1977, otrzymał rolę Davida Bradforda, najstarszego syna w serialu ABC Eight Is Enough, przejmując rolę odegraną w pilotażowym odcinku serialu przez Marka Hamilla. Znany jest również z roli głosowej Inżyniera w grze komputerowej Team Fortress 2.
Związany był z Laurie Walters. 20 maja 1978 ożenił się z Debbie Ketchum. Mają dwie córki – Katie i Emily oraz jednego syna Maca.

## Filmografia

### Filmy
- 1976: Law of the Land (TV) jako żołnierz
- 1977: Wszystkie konie króla (All the King’s Horses) jako Jack Benson
- 1979: Wołanie o pomoc (A Last Cry for Help, TV) jako Jeff Burgess
- 1979: Główna wygrana (Hot Rod, TV) jako Sonny Munn
- 1982: Super zioło (High Powder, TV) jako sierżant Garvey
- 1984: Pigs vs. Freaks (TV) jako Neal Brockmeyer
- 1987: Osiem to wystarczy: Rodzinne pojednanie (Eight Is Enough: A Family Reunion, TV) jako David Bradford
- 1988: Czy to ty (Take Two) jako Barry Griffith/Frank Bentley
- 1988: Prawo jazdy (License to Drive, TV) jako Egzaminator Natalie DMV
- 1989: Dzień Matki (Mother’s Day, TV)
- 1989: Osiem to wystarczająco (An Eight Is Enough Wedding, TV) jako David Bradford
- 1990: Romans (She'll Take Romance, TV) jako Doug
- 1996: Zegar Pandory (Pandora's Clock, TV) jako Don Moses
- 2000: Something to Sing About (TV) jako Russ
- 2008: Proud American (TV) jako Morski Lekarz
- 2009: Zbrodnie przeszłości (Crimes of the Past) jako agent Kruch

### Seriale TV
- 1977-81: Eight Is Enough jako David Bradford
- 1978: Statek miłości (The Love Boat) jako kapitan Dave Stanton
- 1979: Fantastyczna wyspa (Fantasy Island) jako Bill Rawlings
- 1981: Statek miłości (The Love Boat) jako Bud
- 1982: Statek miłości (The Love Boat) jako Steve Pierce
- 1983: T.J. Hooker jako oficer Bill Roper
- 1983: Statek miłości (The Love Boat) jako Don Hefner
- 1983-87: Dynastia (Dynasty) jako Chris Deegan
- 1984: Trapper John, M.D. jako David Huber
- 1984: Capitol (opera mydlana) jako Jordy Clegg #2
- 1984: Poszukiwacz zagubionej miłości (Finder of Lost Loves) jako Stuart Scranton
- 1984: Napisała: Morderstwo (Murder, She Wrote) jako Jack Kowalski
- 1984: Fantastyczna wyspa (Fantasy Island) jako Hunter Richter
- 1985-86: Tylko jedno życie (One Life to Live) jako James Woodward
- 1986: Napisała: Morderstwo (Murder, She Wrote) jako Larry Gaynes
- 1986: Hotel jako Kevin Bromley
- 1988: Napisała: Morderstwo (Murder, She Wrote) jako Ben Skyler
- 1990-92: Przystanek Alaska (Northern Exposure) jako Rick Pederson
- 2002: Siódme niebo (7th Heaven) jako kapitan. Jack Smith
- 2012: Poślubione armii (Army Wives) jako pułkownik Tom Levinson
- 2017: Twin Peaks jako Walter Lawford

## Głosy
- 2005: Star Fox: Assault jako Wolf O’Donnell
- 2005: F.E.A.R. jako Harlan Wade
- 2007: Team Fortress 2 jako Inżynier
- 2009: F.E.A.R. 2: Project Origin jako Harlan Wade
- 2011: F.E.A.R. 3 jako Harlan Wade
- 2016: Paladins jako Barik